# Schalom (Name)
Schalom ist ein hebräischer Personenname mit der Bedeutung „Frieden“. Er ist sowohl als männlicher – selten auch weiblicher – Vorname (mit zahlreichen Varianten) wie auch als Familienname gebräuchlich.

## Namensträger

### Vorname
- Schalom Albeck (1858–1920), jüdischer Gelehrter
- Schalom Asch (1880–1957), jiddischer Schriftsteller und Dramatiker
- Shalom Auslander (* 1970), US-amerikanischer Autor und Essayist
- Salo W. Baron (1895–1989), jüdischer Historiker
- Schalom Ben-Chorin (1913–1999), deutsch-israelischer Religionsphilosoph
- Salomon Jacob Cohen (1772–1845), deutscher jüdischer Bibelübersetzer und Vertreter der Haskala
- Shalom Harlow (* 1973), kanadisches Model und Schauspielerin
- Shalom E. Holtz, US-amerikanischer Altorientalist
- Shalom Luani (* 1994), amerikanisch-samoanischer Fußballspieler
- Schalom Nagar (1936–2024), israelischer Henker des Naziverbrechers Adolf Eichmann
- Schalom Rokeach (1779–1855), chassidischer Zaddik und Begründer der Belzer Dynastie
- Schalom Schwadron (1912–1997), ultraorthodoxer jüdischer Lehrer und Rosch-Jeschiwa
- Shalom H. Schwartz (* um 1940), US-amerikanisch-israelischer Sozialpsychologe
- Shalom Sechvi (1928–2013), israelischer Maler und Holocaustüberlebender
- Schalom Simchon (* 1956), israelischer Politiker
- Sholam Weiss (* 1954), US-amerikanischer Unternehmensberater und verurteilter Betrüger
- Shalom Dov Wolpo (* 1948), israelischer Publizist, Rabbiner und Politiker

### Familienname
- Avraham Schalom (1928–2014), israelischer Direktor des Schin Bet (1981 bis 1986)
- Ephraim Schalom (1934–2017), israelischer Politiker
- Ima Shalom, Ehefrau von Rabbi Elieser ben Hyrkanos
- Mordechai Isch Schalom (1901–1991), israelischer Politiker; Bürgermeister von Jerusalem
- Schin Schalom (1905–1990), israelischer Schriftsteller
- Silvan Schalom (* 1958), israelischer Politiker und mehrfacher Minister